# Obrîvka, Nova Kahovka
Obrîvka (în ucraineană Обривка) este un sat în comuna Raiske din orașul regional Nova Kahovka, regiunea Herson, Ucraina.

## Demografie
Componența lingvistică a localității Obrîvka
     Ucraineană (85,49%)
     Rusă (12,8%)
     Romani (1,37%)
     Alte limbi (0,17%)
Conform recensământului din 2001, majoritatea populației localității Obrîvka era vorbitoare de ucraineană (85,49%), existând în minoritate și vorbitori de rusă (12,8%) și romani (1,37%).